# Lea Mitschker
Lea Mitschker  (* 7. Januar 1993) ist eine deutsche Nationalspielerin in der Boulespiel-Sportart Pétanque im Deutscher Boccia-, Boule- und Pétanque-Verband e. V. Sie war mehrfach deutsche Meisterin und Teilnehmerin bei Europa- und Weltmeisterschaften und den World Games 2017.

## Karriere
Mitschker spielt nach eigenen Angaben seit 2008 Boule und wurde von 2011 bis 2020 und wieder 2024 in den Nationalkader berufen. Sie spielte für den Koldinger SV, TuRa Braunschweig und den VFPS Osterholz-Scharmbeck sowie den Bouleverein Ibbenbüren in der Pétanque-Bundesliga.
Sie ist Rechtshänderin, spielt überwiegend auf den Spielpositionen Pointeur und Milieu und hat Kugeln im Gewicht 680 Gramm bei 72 mm Durchmesser.
Im Frauen-Triplette der Espoirs (U23) gewann sie bei den Europameisterschaften 2011 die Goldmedaille.

## Erfolge

### International
- 2011: 1. Platz Europameisterschaft Frauen Triplette Espoirs (U23) zusammen mit Julia Würthle, Natascha Denzinger und Muriel Hess
- 2013: Teilnahme an der Europameisterschaft Frauen Triplette Espoirs (U23)
- 2015: Teilnahme an der Europameisterschaft Frauen Triplette Espoirs (U23)
- 2017: Teilnahme an den World Games[6][7]
- 2017: Teilnahme an der Weltmeisterschaft[8]
- 2024: Teilnahme an der Europameisterschaft[9]

### National
(Quelle)
- 2012: 3. Platz Deutsche Meisterschaft Doublette mixte zusammen mit Till-Vincent Goetzke
- 2015: Deutscher Vereinsmeister mit dem VFPS Osterholz-Scharmbeck
- 2016: Deutscher Vereinsmeister mit dem VFPS Osterholz-Scharmbeck[11]
- 2016: 1. Platz Deutsche Meisterschaft Triplette Frauen zusammen mit Daniela Volpini und Birgit Schüler
- 2017: 3. Platz bei den Deutschen Vereinsmeisterschaften mit dem VFPS Osterholz-Scharmbeck
- 2018: 3. Platz bei den Deutschen Vereinsmeisterschaften mit dem VFPS Osterholz-Scharmbeck
- 2018: 3. Platz Deutsche Meisterschaft Tir de precision
- 2023: 2. Platz Deutsche Meisterschaft Triplette Frauen zusammen mit Jennifer Schüler und Birgit Schüler[12]

## Privates
Mitschker studierte Mathematik und Physik auf Lehramt an der Leibniz-Universität in Hannover und ist von Beruf Lehrerin.